# Meliá Hotels International

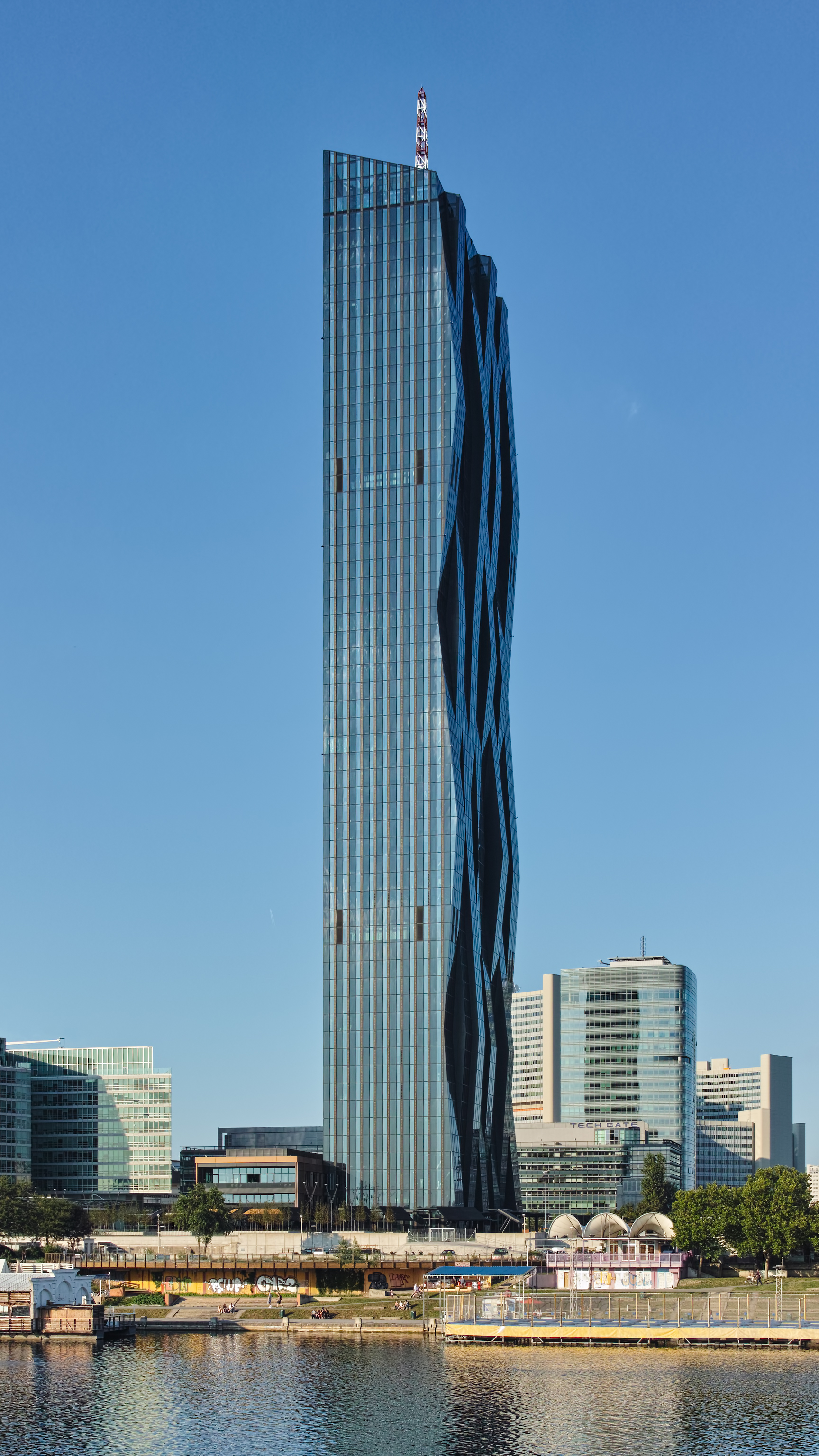
Meliá Wenen bij DC Tower 1, Wenen

Meliá Hotels International, SA (voorheen Sol Meliá Hotels & Resorts SA, ook bekend als MELIÃ) is een Spaanse hotelketen opgericht in 1956 door Gabriel Escarrer Juliá in Palma, Spanje. Het bedrijf was in 2007 de grootste resortexploitant ter wereld, met ruim driehonderd hotels in dertig landen wereldwijd en ruim 35.000 medewerkers. In Spanje werd Meliá in 2008 beschouwd als marktleider in de hotel- en resortcategorieën. 

## Geschiedenis
De wortels van het bedrijf gaan terug tot 1956, toen de toen 21-jarige Gabriel Escarrer Juliá het Altair Hotel in Palma de Mallorca huurde. In de daaropvolgende jaren profiteerde Escarrer van de toenemende populariteit van het eiland als toeristische bestemming en integreerde van tijd tot tijd steeds meer hotels in zijn bedrijf Hoteles Mallorquines. In de jaren 1960 en 1970 breidde de hotelketen zich ook geografisch uit door hotels te verwerven op zowel de Canarische Eilanden als de rest van de Balearen. Na het einde van het bewind van generaal Franco ontwikkelde het toerisme in Spanje zich sneller dan ooit tevoren en Hoteles Mallorquines kon zich daardoor snel uitbreiden naar het Spaanse binnenland. Op deze manier werd begin jaren 1980 een landelijke aanwezigheid in Spanje bereikt. 
In 1984 werd de hotelketen omgedoopt tot Hoteles Sol. Slechts korte tijd later kon het bedrijf zich vestigen als de grootste hotelketen in Spanje na de succesvolle overname van de Hotasa Group. Deze was op in totaal 32 locaties vertegenwoordigd. Drie jaar later vond een nieuwe fusie plaats met de hotelketen Meliá, die toen de huidige Sol Meliá-keten werd. Door de fusie werd de mondiale aanwezigheid van de hotelketen enorm vergroot, aangezien deze nu ook vertegenwoordigd was in het Caribisch gebied, Amerika en andere delen van Europa.
Onlangs heeft Sol Meliá Hotels & Resorts SA steeds meer pogingen ondernomen om partnerschappen aan te gaan met andere bedrijven in de toeristische sector. Hoewel de aandelen van Sol Meliá sinds 1996 op de beurs van Madrid worden verhandeld, heeft de familie Escarrer in 2007 nog steeds een belang van ruim 61 % in het aandelenkapitaal.
Sol Meliá Hotels & Resorts SA heeft partnerschappen met tal van luchtvaartmaatschappijen, waaronder met Lufthansa, American Airlines, Delta Air Lines en Iberia en sinds oktober 2011 met KLM-Air France. 

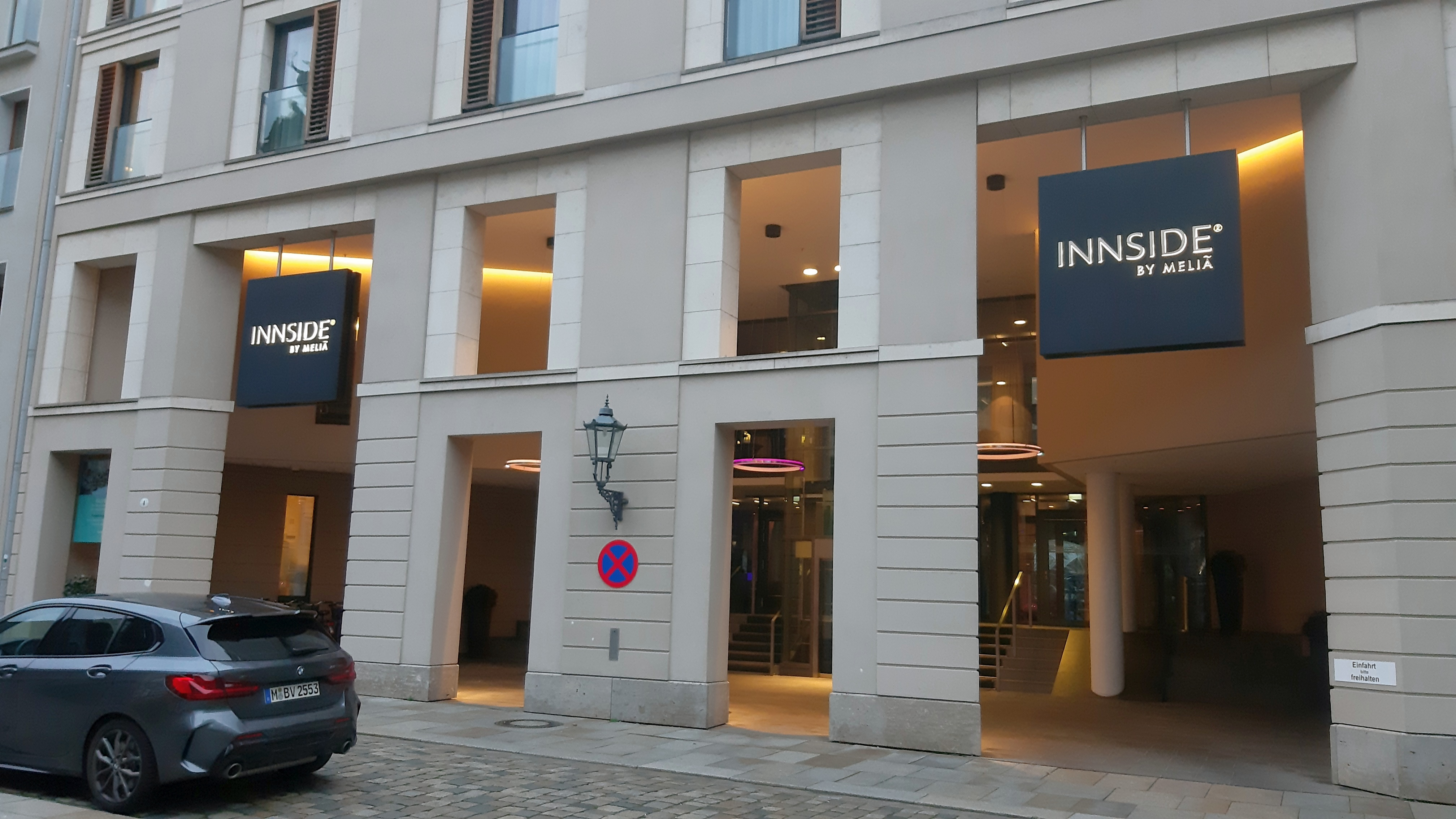
INNSIDE-hotel in Dresden

## Merken
Het productportfolio van Meliá bestaat uit verschillende merken die verschillen in comfort en profiel. Het merkenportfolio omvat de merken: Gran Meliá, Meliá, ME by Meliá, INNSIDE, TRYP Hotels, Sol Hotels, Paradisus Resorts, Sol Meliá Vacation Club en QGREENHOTEL by Meliá.
In juni 2010 kondigde Sol Meliá de verkoop aan van het hotelmerk Tryp Hotels aan de Amerikaanse groep Wyndham Worldwide. De hotels worden wel verder door Meliá geëxploiteerd onder de naam Tryp by Wyndham. Er was ook een strategische alliantie tussen de twee hotelgroepen gepland.
In 2008 exploiteerde het bedrijf ruim 300 hotels, waarvan ruim 180 in Spanje. Van de overige 29 landen zijn de meeste hotels gevestigd in Cuba, Kroatië, Duitsland, Portugal en Brazilië. 